# Tiberio Mitri - Il campione e la miss
Tiberio Mitri - Il campione e la miss è una miniserie televisiva italiana diretta da Angelo Longoni e prodotta da Rai Fiction e Cristaldi Pictures. Protagonisti sono Luca Argentero nei panni del campione di pugilato Tiberio Mitri, e Martina Stella in quelli della sua compagna Fulvia Franco, Miss Italia 1948. Il titolo provvisorio era Tiberio Mitri: un pugno e un bacio.
La prima visione della miniserie era prevista inizialmente per il 6 ed il 7 marzo 2011 su Rai 1, ma a pochi giorni dalla messa in onda è stata sospesa a scopo cautelativo, in ragione di una causa civile aperta dal nipote di Mitri per tutelare l'immagine dei nonni.
Le due puntate della miniserie sono state riprogrammate e trasmesse il 26 e il 27 settembre 2011 su Rai 1 dopo l'accoglimento del reclamo presentato dalla casa produttrice.

## Ascolti
| 1 | 26 settembre 2011 | 4.132.000 | 15,99% |
| 2 | 27 settembre 2011 | 4.151.000 | 15,51% |